# Jaque Nunes
Jaqueline Michele Nunes (Adamantina, 14 de maio de 2000) é uma jogadora de futsal brasileira.

## Biografia e carreira
Nunes é natural de Adamantina, no estado de São Paulo. Ela foi descoberta em 2014 nas escolinhas de futsal mantidas pela Secretaria de Esporte, Lazer e Recreação  de Adamantina.
Em 2021, ela venceu o Campeonato Paranaense e a Copa do Brasil de Futsal. A atleta foi campeã da Liga Feminina de Futsal em 2022 e 2023, além de ter sido artilhei da competição na segunda conquista com 15 gols marcados. Ela também já representou Seleção Brasileira de Futsal Feminino.
Nunes tem passagem por diversos clubes, bem como Avaí Kindermann, Stein Cascavel, Female Futsal, entre outros.

## Principais conquistas
Liga Feminina de Futsal
- Campeã – 2022, 2023